# Syngnathinae
Acele de mare (subfamilia Syngnathinae) sunt pești lungi și subțiri care trăiesc în apele litorale ale mărilor temperate și tropicale. Subfamilia cuprinde, după ITIS, 51 de genuri cu circa 150 de specii. Acestea trăiesc în principal printre algele din apele puțin adânci. Înoată în poziție verticală printre tulpinile plantelor marine, ascunzându-și astfel corpurile de culoare verzuie sau măslinie. Acele de mare sunt înrudite cu căluții de mare și, asemenea lor, au corpul acoperit cu un fel de plăci sau inele osoase, iar botul este alungit precum un tub. De altfel, numele familiei din care fac parte – Syngnathidae – înseamnă „cu fălcile unite” („syn” înseamnă împreună sau fuzionat, iar „gnathus” – maxilare). Aceasta este de fapt o trăsătură și a celorlalți membri ai familiei – căluții de mare și dragonii de mare.
Se hrănesc cu plancton pe care îl sorb din apa din jur. Acele de mare se aseamănă cu căluții de mare și în obiceiurile lor de înmulțire. Masculul poartă icrele fertilizate cu el până când acestea eclozează.

## Genuri
Clasificare după ITIS:
- Subfamilia Syngnathinae (ace de mare)
  - Genul Acentronura Kaup, 1953
  - Genul Anarchopterus Hubbs, 1935
  - Genul Apterygocampus Weber, 1993
  - Genul Bhanotia Hora, 1926
  - Genul Bryx Herald, 1940
  - Genul Bulbonaricus Herald în Schultz, Herald, Lachner, Welander and Woods, 1953
  - Genul Campichthys Whitley, 1931
  - Genul Choeroichthys Kaup, 1856
  - Genul Corythoichthys Kaup, 1853
  - Genul Cosmocampus Dawson, 1979
  - Genul Doryichthys Kaup, 1953
  - Genul Doryrhamphus Kaup, 1856
  - Genul Dunckerocampus Whitley, 1933
  - Genul Enneacampus Dawson, 1981
  - Genul Entelurus Duméril, 1870
  - Genul Festucalex Whitley, 1991
  - Genul Filicampus Whitley, 1948
  - Genul Halicampus Kaup, 1856
  - Genul Haliichthys Gray, 1859
  - Genul Heraldia Paxton, 1975
  - Genul Hippichthys Bleeker, 1849
  - Genul Hypselognathus Whitley, 1948
  - Genul Ichthyocampus Kaup, 1853
  - Genul Kaupus Whitley, 1971
  - Genul Kimblaeus Dawson, 1980
  - Genul Kyonemichthys Gomon, 2007
  - Genul Leptoichthys Kaup, 1853
  - Genul Leptonotus Kaup, 1853
  - Genul Lissocampus Waite and Hale, 1921
  - Genul Maroubra Whitley, 1948
  - Genul Micrognathus Duncker, 1912
  - Genul Microphis Kaup, 1853 – ace de apă dulce
  - Genul Minyichthys Herald and Randall, 1972
  - Genul Mitotichthys Whitley, 1948
  - Genul Nannocampus Günther, 1877
  - Genul Nerophis Rafinesque, 1810
  - Genul Notiocampus Dawson, 1979
  - Genul Penetopteryx Lunel, 1881
  - Genul Phoxocampus Dawson, 1977
  - Genul Phyllopteryx Swainson, 1839[3]
  - Genul Pseudophallus Herald, 1940 – ace de râu
  - Genul Pugnaso Whitley, 1948
  - Genul Siokunichthys Herald in Schultz, Herald, Lachner, Welander and Woods, 1953
  - Genul Solegnathus Swainson, 1839
  - Genul Stigmatopora Kaup, 1853
  - Genul Stipecampus Whitley, 1948
  - Genul Syngnathoides Bleeker, 1851
  - Genul Syngnathus Linnaeus, 1758 – ace de mare comune
  - Genul Trachyrhamphus Kaup, 1853
  - Genul Urocampus Günther, 1870
  - Genul Vanacampus Whitley, 1951